# نيوبري (دائرة انتخابية في المملكة المتحدة)
نيوبري (بالإنجليزية: Newbury)، هي دائرة انتخابية ممثلة في مجلس العموم في برلمان المملكة المتحدة  تقع في مقاطعة باركشير الإنجليزية. ومنذ عام 2019 من قبل لورا فارس وهي من المحافظين، أنشأت الدائرة بموجب قانون إعادة توزيع المقاعد لعام 1885 وما زالت قائمة منذ ذلك الحين. ويمثلها حاليًا لي ديلون، عضو الحزب الديمقراطي الليبرالي، منذ عام ٢٠٢٤.